# Апартаменты 1303
«Апартаменты 1303» (англ. Apartment 1303 3D) — американо-канадский фильм ужасов, являющийся ремейком одноимённого японского фильма, снятого по книге Кеи Оиши. Съёмки фильма начались в Монреале в начале ноября 2011 года. В России фильм вышел в прокат 6 декабря 2012 года, а в США — 25 июля 2013 года.
В главных ролях Миша Бартон, Ребекка Де Морнэй и Джулианна Мишель.

## Сюжет
После семейного спора Джанет уходит из дома, где она жила со своей старшей сестрой Ланой и их матерью-певицей Мэдди. Она переезжает в съёмную квартиру 1303 на тринадцатом этаже жилого дома в центре Детройта. Девятилетняя соседка Эмили объясняет Джанет, что предыдущий хозяин её новой квартиры покончил с собой. Странные вещи начинают происходить в квартире, и когда у Джанет появляются синяки, на работе думают, что её парень Марк избивает её, но она считает, что это из-за ходьбы во сне.
Джанет была потрясена, когда стала свидетелем необъяснимых явлений в своём новом жилье и Марк приезжает, чтобы успокоить её. Вечером того же дня, Джанет будят сверхъестественные силы в квартире, но Марка уже нет. Призрак девушки, покончившей жизнь самоубийством,толкает Джанет на балкон,она держится за перила, но призрак сбрасывает её вниз и убивает на глазах Марка. После смерти Джанет, Лана приезжает собирать вещи сестры и начинает испытывать те же страхи.

## В ролях
| Актёр             | Роль                               |
| ----------------- | ---------------------------------- |
| Миша Бартон       | Лара Слейт                         |
| Ребекка Де Морнэй | Мэдди Слейт мать Ланы и Джанет     |
| Джулианна Мишель  | Джанет Слейт сестра Ланы           |
| Кори Севьер       | Марк Тейлор парень Джанет          |
| Джон Дил          | детектив                           |
| Гордон Мастен     | О'Нейл домоправитель               |
| Мэдисон МакАлир   | Эмили девочка из соседней квартиры |
| Джиллиан Олтмэн   | Mover                              |
| Кэтерин Клилэнд   | официантка                         |
| Кэтлин Мэккей     | Дженнифер Логан/Мать Дженнифер     |
| Джессика Малька   | Лидия                              |
| Колин Несмит      | полицейский диспетчер              |
| Грэйс Сэвадж      | Джойс подруга Джанет               |
| Антуан Яред       | молодой продавец                   |

## Критика
Фильм получил огромное количество отрицательных отзывов. На сайте Rotten Tomatoes он получил среднюю оценку 1.7 из 5 и 85 % неодобрительных отзывов. Оценки фильма также оказались очень низкими: IMDb — 3,0; Кинопоиск — 2.908 (на 2 августа 2013). На этих сайтах фильм вошёл в топ самых худших фильмов.
Джастин Чанг из Variety назвал фильм «неумелой и производной сказкой», которая непреднамеренно является достаточно смешной, чтобы быть «настолько плохой, что даже хорошей». Фрэнк Шек из The Hollywood Reporter написал: «Плохие спецэффекты, смехотворные диалоги и перфомансы повсюду». Гарет Джонс из Dread Central оценил его на 0,5 из 5 звезд и написал: «В фильме нет интересных персонажей, диалогов, актерской игры, пугающих сцен или чего-либо другого».

## Провал в прокате
Показ фильма в российских кинотеатрах длился четыре недели и за это время смог собрать около миллиона долларов, что почти в 4 раза меньше бюджета фильма, составляющего 5 миллионов $.

## Производство
Первоначально на съёмки фильма был приглашён шведский режиссёр Дэниел Фриделл, но позже был заменён на Мишеля Таверну. Специализированные группы 3D-экспертов из Гонконга были наняты для съёмок фильма.

## Выход на экраны кинотеатров
Даты выпуска фильма на широкие экраны в разных странах значительно отличались. Раньше всего фильм вышел в России — 6 декабря 2012 года, а позже всего в США — 25 июля 2013 года.
- Россия — 6 декабря 2012 года
- Кувейт — 28 февраля 2013 года
- Филиппины — 20 марта 2013 года
- Бахрейн — 4 апреля 2013 года
- ОАЭ — 11 апреля 2013 года
- Турция — 31 мая 2013 года
- Великобритания — 3 июня 2013 года (на DVD)
- США — 17 июня 2013 года (Video on Demand)
- США — 25 июля 2013 года
- Швеция — 25 сентября 2013 года (на DVD)